# Tamaya
Tamaya este o comună rurală din departamentul Abalak, regiunea Tahoua, Niger, cu o populație de 9.052 de locuitori (2001).